# Loceri
Loceri település Olaszországban, Szardínia régióban, Ogliastra megyében. Lakosainak száma 1284 fő (2023. január 1.). Loceri Bari Sardo, Lanusei, Tertenia, Ilbono és Osini községekkel határos.

## Népesség
A település lakossága az elmúlt években az alábbi módon változott:
| Lakosok száma | 1294 | 1298 | 1284 |
|               | 2017 | 2018 | 2023 |